# Emmanuel Yehouda Moreno
 (décembre 2021).
La mise en forme du texte ne suit pas les recommandations de Wikipédia : il faut le « wikifier ».
Les points d'amélioration suivants sont les cas les plus fréquents. Le détail des points à revoir est peut-être précisé sur la page de discussion.
- Les titres sont pré-formatés par le logiciel. Ils ne sont ni en capitales, ni en gras.
- Le texte ne doit pas être écrit en capitales (les noms de famille non plus), ni en gras, ni en italique, ni en « petit »…
- Le gras n'est utilisé que pour surligner le titre de l'article dans l'introduction, une seule fois.
- L'italique est rarement utilisé : mots en langue étrangère, titres d'œuvres, noms de bateaux, etc.
- Les citations ne sont pas en italique mais en corps de texte normal. Elles sont entourées par des guillemets français : « et ».
- Les listes à puces sont à éviter, des paragraphes rédigés étant largement préférés. Les tableaux sont à réserver à la présentation de données structurées (résultats, etc.).
- Les appels de note de bas de page (petits chiffres en exposant, introduits par l'outil «  Source ») sont à placer entre la fin de phrase et le point final[comme ça].
- Les liens internes (vers d'autres articles de Wikipédia) sont à choisir avec parcimonie. Créez des liens vers des articles approfondissant le sujet. Les termes génériques sans rapport avec le sujet sont à éviter, ainsi que les répétitions de liens vers un même terme.
- Les liens externes sont à placer uniquement dans une section « Liens externes », à la fin de l'article. Ces liens sont à choisir avec parcimonie suivant les règles définies. Si un lien sert de source à l'article, son insertion dans le texte est à faire par les notes de bas de page.
- La présentation des références doit suivre les conventions bibliographiques. Il est recommandé d'utiliser les modèles {{Ouvrage}}, {{Chapitre}}, {{Article}}, {{Lien web}} et/ou {{Bibliographie}}. Le mode d'édition visuel peut mettre en forme automatiquement les références.
- Insérer une infobox (cadre d'informations à droite) n'est pas obligatoire pour parachever la mise en page.

Pour une aide détaillée, merci de consulter Aide:Wikification.
Si vous pensez que ces points ont été résolus, vous pouvez retirer ce bandeau et améliorer la mise en forme d'un autre article.
 (novembre 2022).
Pour les articles homonymes, voir Moreno.
Emmanuel Yehouda Moreno  (17 juin 1971 - 19 août 2006) est un lieutenant-colonel de Sayeret Matkal, tombé au combat à la fin de la deuxième guerre du Liban. Emmanuel Moreno est le premier soldat de l'histoire de Tsahal dont la photo a été interdite de publication, même après sa mort, et ce en raison d'une position sensible qu'il occupait. 

## Biographie
Emmanuel Moreno est né à Paris de parents immigrés d'Afrique du Nord. La famille Moreno émigre en Israël alors qu'il a un an.
La grand-mère d'Emmanuel, Ninet Moreno, figurait parmi les passagers du vol Air France 139 détourné en 1976. Les informations qu'elle a fournies au personnel de sécurité israélien, après avoir été libérée avec des ressortissants étrangers, ont aidé à préparer le Raid d'Entebbe.
Emmanuel Moreno a grandi dans le quartier de Sanhédriah à Jérusalem. Avant son enrôlement, il s'inscrit à l'école préparatoire pré-militaire "Bné David" à Eli.
En août 1990, il rejoint les rangs de l'armée israélienne. Emmanuel Moreno se porte volontaire pour rejoindre Sayeret Matkal.
Il étudie ensuite le droit à l'Interdisciplinary Center (IDC) Herzliya alors qu'il travaille en parallèle au Shabak, le service de sécurité intérieur israélien. A la fin de ses études, il entame une spécialisation dans un cabinet d'avocats, mais retourne à Sayeret Matkal avant de la finir.
Sur les dizaines d'opérations secrètes auxquelles Emmanuel Moreno a participé, et parfois dirigées, deux ont été autorisées à la publication. En 1994, il a participé à l'opération Oketz Arsi, au cours de laquelle Mustafa Dirani a été enlevé à son domicile au Liban. En 2003, il a commandé une opération pour secourir un chauffeur de taxi, Eliyahu Gorel, qui a été enlevé par des Palestiniens et détenu dans un sous-sol à Beitunia.
Moreno est spécialement promu lieutenant-colonel en 2005.
Après l'entrée en vigueur du cessez- le-feu de la Seconde Guerre du Liban, Moreno a mené une centaine de combattants dans une opération dans la région de Baalbek, déguisés en soldats de l'armée libanaise. La mission fuite, ainsi les libanais et le Hezbollah sont au courant de l'existence d'une opération. Malgré cela, le commandement  et l' état-major israélien décident de la mener, et elle est achevée avec succès.  Pourtant, alors qu'ils regagnent la frontière israélienne, les soldats israéliens tombent sur une embuscade du Hezbollah, où Moreno est tué. 
Emmanuel Moreno repose aujourd'hui au cimetière militaire du mont Herzl.

## Vie privée
Moreno a vécu au Moshav Tlamim dans la région nommée Hevel Lakhish. En août 1999, il épouse Maya, née Weizmann ; ils auront quatre enfants.
Moreno a quatre frères. L'un d'eux est également officier supérieur à Sayeret Matkal.